# Jimmy Davidson (Jazzmusiker)
Jimmy (Trump) Davidson (James Douglas Davidson; * 26. November 1908 in Greater Sudbury; † 2. Mai 1978 in Greater Sudbury) war ein kanadischer Jazzmusiker (Kornett, Gesang) und Orchesterleiter, der als Kanadas „Mr. Dixieland“ bekannt wurde.

## Leben und Wirken
Davidson spielte zwölfjährig Trompete in der Canadian Legion Band und gründete mit den Melody Five eine der frühesten Jazzbands Kanadas. Von 1929 bis 1936 gehörte er, zunächst als Sänger, später als Kornettist, Arrangeur und gelegentlich Baritonsaxophonist, der Band von Luigi Romanelli an. Kurze Zeit spielte er 1935 auch in Rex Battles Tanzband.
Für den Club Esquire in Toronto gründete er 1936 eine zwölfköpfige Band, die auch im Rundfunk auftrat und 1938 unter dem Namen Ray Noble Orchestra durch England tourte. Nach einem Jahr in Horace Lapps Orchester gründete er eine Bigband, die sich auf Dixieland spezialisierte und von 1944 bis 1961 im Palace Pier in Toronto sowie verschiedenen Sendungen des Rundfunks der CBC (Jazz Unlimited, Trans-Canada Matinee, Trump Davidson’s Dixieland, Dixieland Concert und Dixieland Downbeat) auftrat. Ihr gehörten neben seinem Bruder Teddy Davidson (Tenorsaxophon) Howard „Cokie“ Campbell (Klarinette), Murray Ginsberg (Posaune), Reef McGarvey (Schlagzeug) und Harvey Silver (Klavier) an.
1976 gründete Davidson eine neue Bigband, mit der er jedoch nur noch als Sänger auftrat. Die Trompetenparts spiele meist der Trompeter Paul Grosny. Die Band bestand nach seinem Tod unter der Leitung von Harvey Silver weiter. Sein Nachlass befindet sich im Besitz der National Library of Canada. Davidson war mit der Geigerin Erica Zentner verheiratet; ihre Tochter Sarah Davidson wurde als Harfenistin bekannt.